# Rozsiszky (stacja kolejowa)
Rozsiszky (ukr: Роз'їзд Розсішки) – mijanka i stacja kolejowa w miejscowości Rozsiszky, w obwodzie czerkaskim, na Ukrainie. Jest częścią Kolei Odeskiej. Znajduje się na linii Chrystyniwka – Humań.

## Linie kolejowe
- Chrystyniwka – Humań